# Bucy-lès-Cerny
Bucy-lès-Cerny ist eine französische Gemeinde mit 188 Einwohnern (Stand: 1. Januar 2022) im Département Aisne in der Region Hauts-de-France (vor 2016 Picardie). Sie gehört zum Arrondissement Laon, zum Kanton Laon-1 und zum Gemeindeverband Pays de Laon.

## Geografie
Die Gemeinde Bucy-lès-Cerny liegt am Nordwestrand des Höhenzuges Chemin des Dames, fünf Kilometer westnordwestlich von Laon. Das Gemeindegebiet wird vom Bach Sart Labbé durchquert. Nachbargemeinden von Bucy-lès-Cerny sind Crépy im Norden, Cerny-lès-Bucy im Osten, Molinchart im Südosten, Cessières-Suzy im Süden und Südwesten sowie Saint-Gobain im Westen.

## Bevölkerungsentwicklung
| Jahr                       | 1962 | 1968 | 1975 | 1982 | 1990 | 1999 | 2006 | 2013 | 2021 |
| Einwohner                  | 228  | 192  | 175  | 159  | 188  | 170  | 179  | 207  | 189  |
| Quellen: Cassini und INSEE |      |      |      |      |      |      |      |      |      |

## Sehenswürdigkeiten

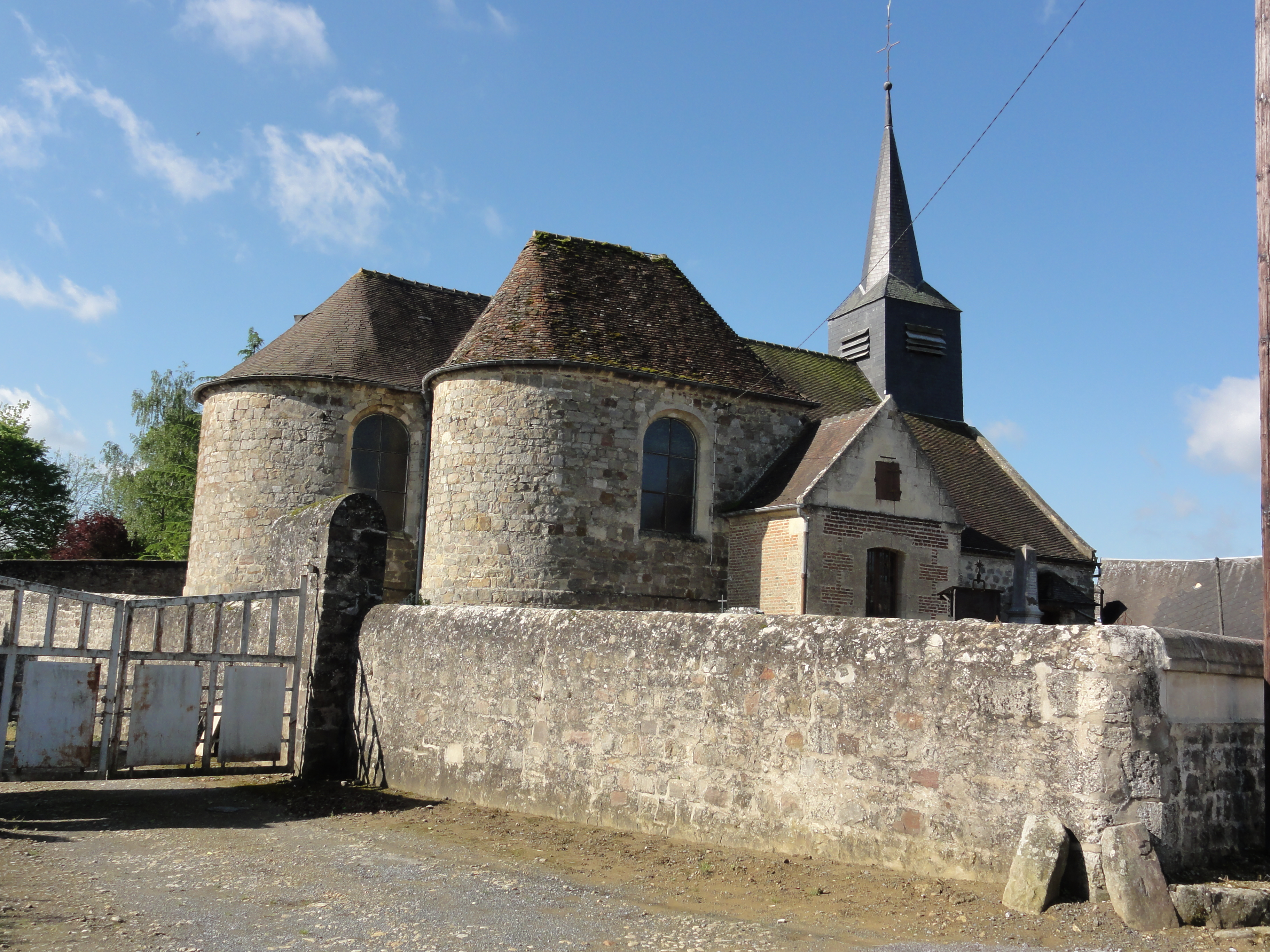
Kirche Saint-Basle
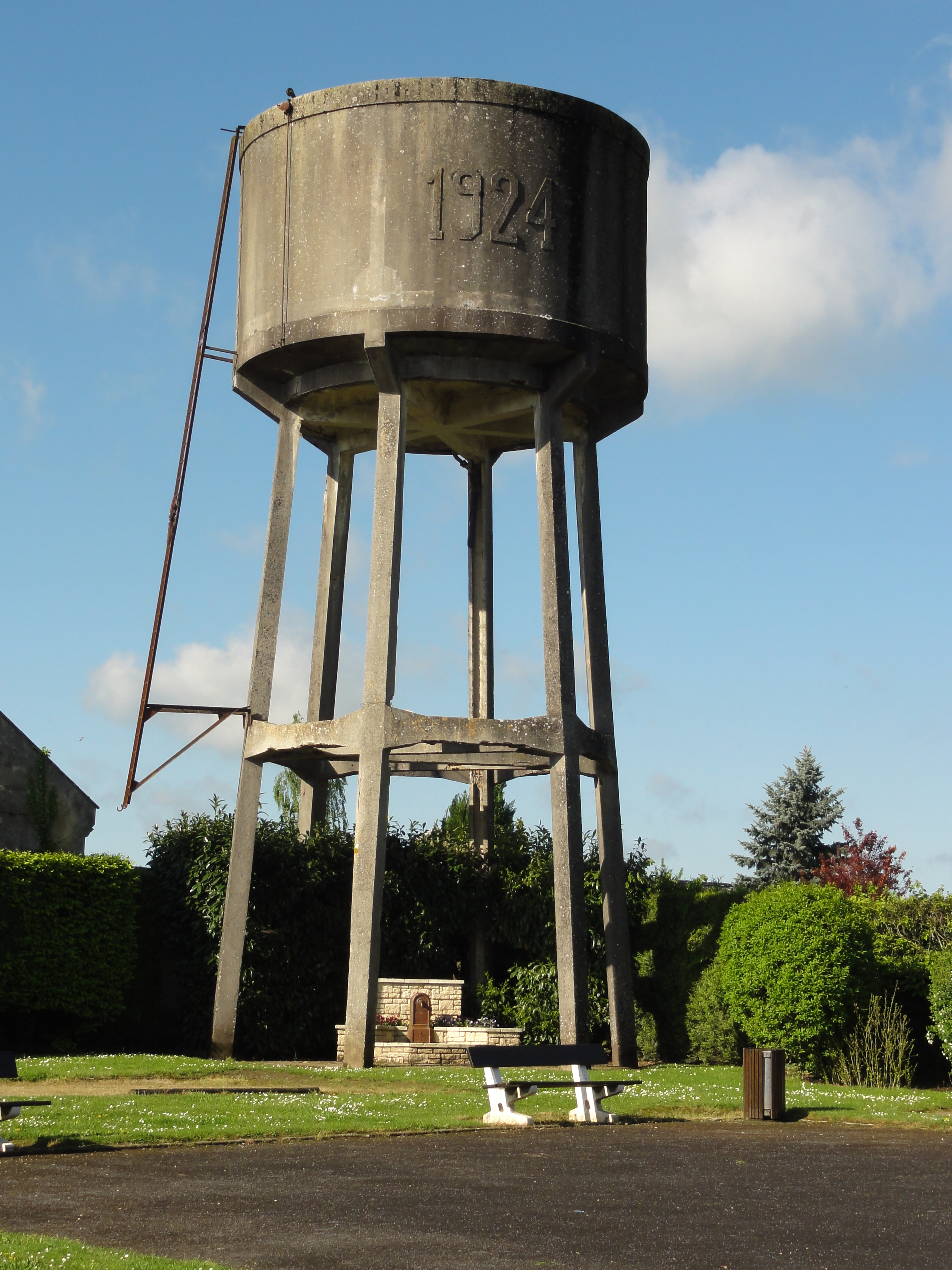
Wasserturm
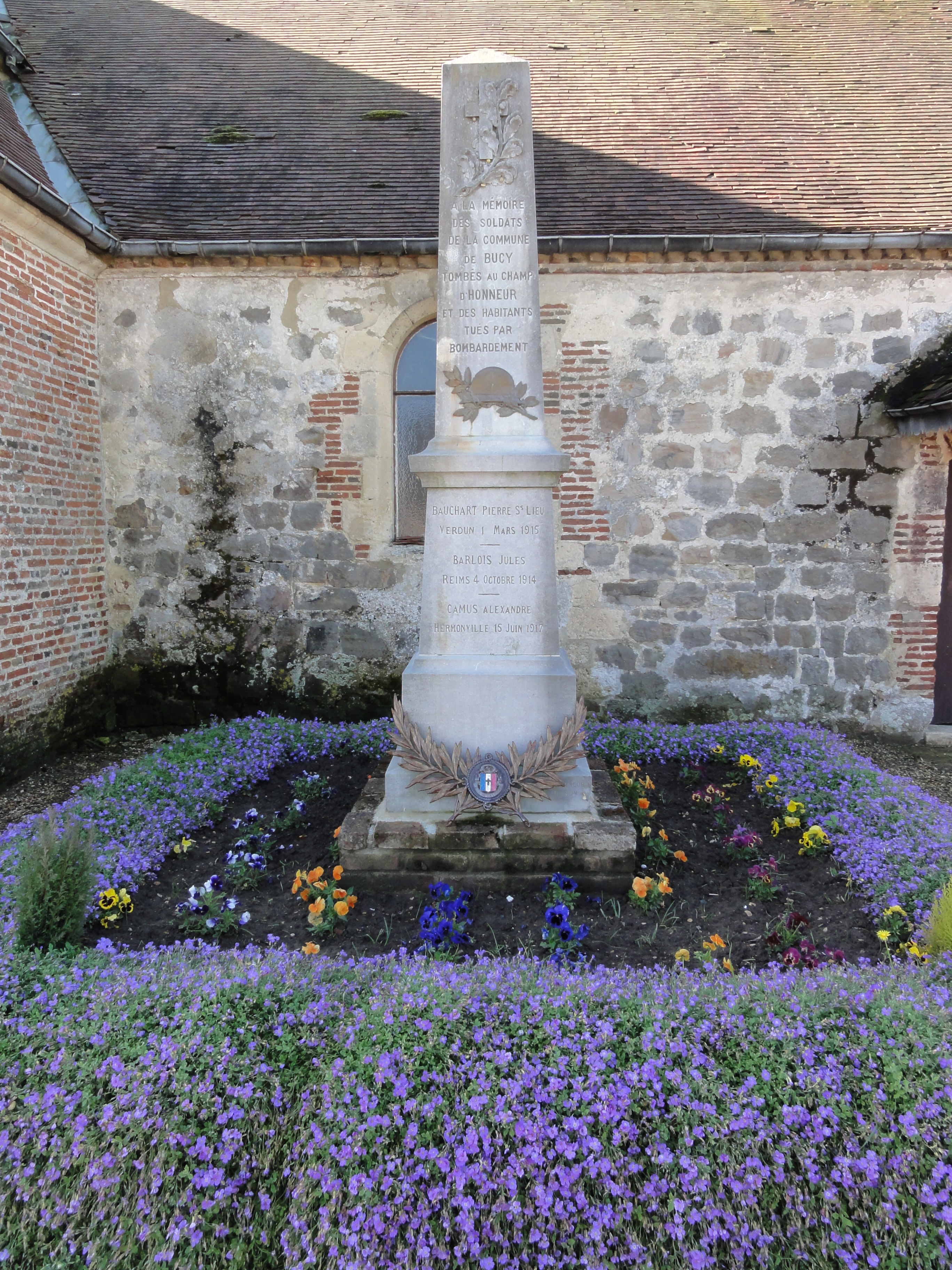
Gefallenendenkmal

- Kirche Saint-Basle
- Wasserturm
- Gefallenendenkmal